# Верх-Марушка
Верх-Марушка — село в Целинном районе Алтайского края. Входит в состав сельского поселения Бочкарёвский сельсовет.

## История
В 1928 году состояло из 355 хозяйств, основное население — русские. В административном отношении являлось центром Верх-Марушского сельсовета Бийского района Бийского округа Сибирского края.

## Население
| 1926 | 1997 | 1998 | 1999 | 2000 | 2001 |
| ---- | ---- | ---- | ---- | ---- | ---- |
| 2077 | ↘761 | ↘747 | ↘739 | ↘728 | ↗753 |
| 2002 | 2003 | 2004 | 2005 | 2006 | 2007 |
| ↘710 | ↗720 | ↘717 | ↘716 | ↗735 | ↘734 |
| 2008 | 2009 | 2010 | 2011 | 2012 | 2013 |
| ↘730 | ↗740 | ↘604 | ↘602 | ↘599 | ↘582 |

Национальный состав
Согласно результатам переписи 2002 года, в национальной структуре населения русские составляли 95 %.